# Arnaud Clément
Arnaud Clément (født 17. december 1977 i Aix-en-Provence, Frankrig) er en fransk tennisspiller, der blev professionel i 1996. Han har igennem sin karriere (pr. september 2010) vundet 4 single- og 12 doubletitler, og hans højeste placering på ATP's verdensrangliste er en 8. plads, som han opnåede i januar 2008. Clément er kendt for næsten altid at spille iført bandana og solbriller

## Grand Slam
Cléments bedste Grand Slam resultat i singlerækkerne kom ved Australian Open i 2001 med en plads i finalen, hvor han dog måtte se sig besejret af amerikaneren Andre Agassi. I doublerækkerne vandt han herredouble-titlen i Wimbledon med landsmanden Michaël Llodra i 2007.

## Singletitler
- 2000: Grand Prix de Tennis de Lyon
- 2003: Open de Moselle
- 2006: Marseille Open
- 2006: Legg Mason Tennis Classic